# Planologie

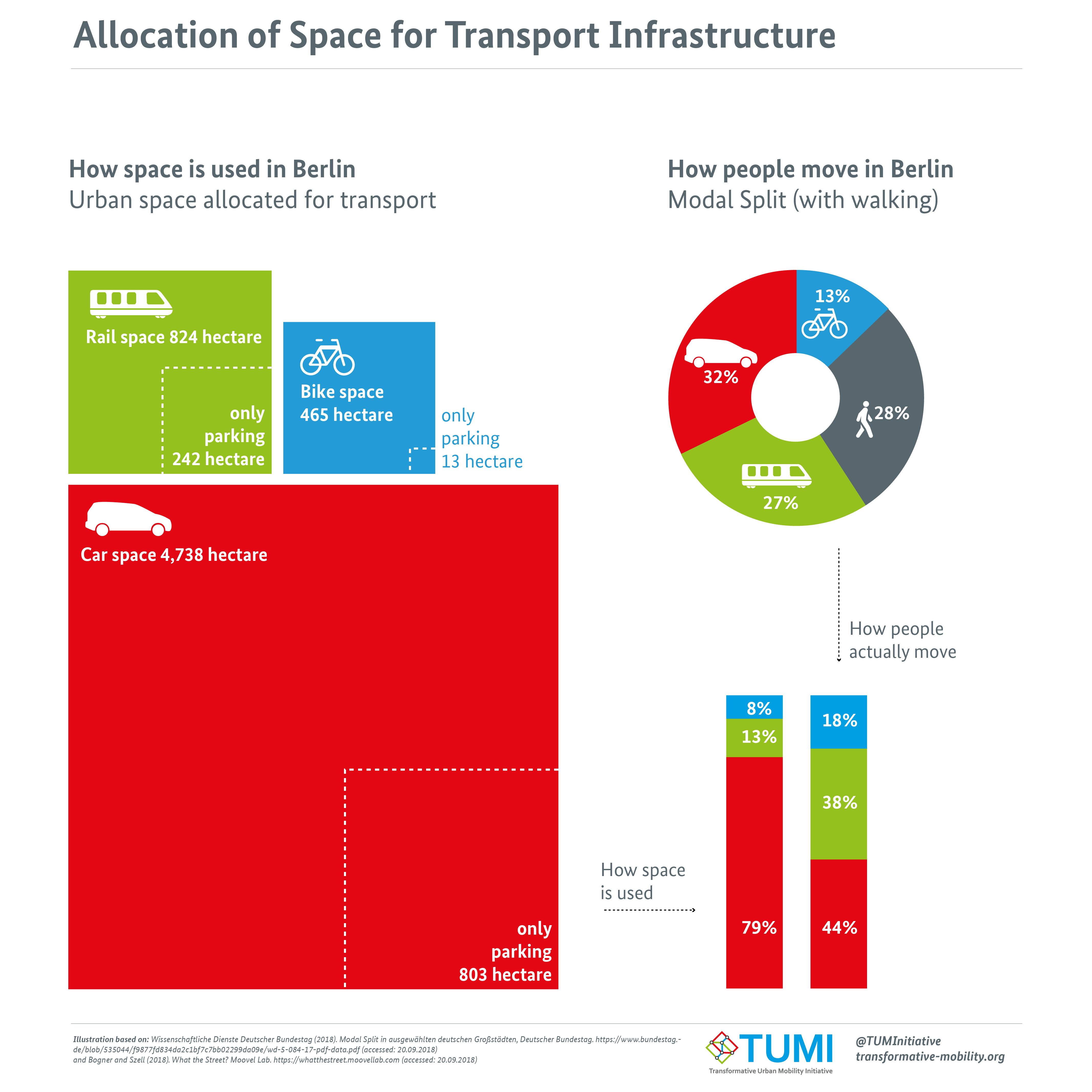
Hoe ruimte voor transport wordt gebruikt in Berlijn (stedelijke ruimte toegewezen voor transport) in relatie tot hoe mensen er zich verplaatsen (modal split)

Planologie is de wetenschappelijke reflectie op de ruimtelijke planning. Iemand die werkzaam is binnen de planologie wordt een planoloog of planologe genoemd. Planologen werken vaak bij overheden (het Rijk, provincies of gemeenten) of bij adviesbureaus. Ze werken ook samen met architecten. De planoloog bedenkt waar alles staat en de architecten tekenen het.
Planologie vormt samen met stedenbouwkunde en landschapsarchitectuur het vakgebied van de ruimtelijke ordening, ofwel de wetenschap die zich bezighoudt met het optimaal benutten van de (openbare) ruimte, zodat alle gewenste en noodzakelijke functies daarin haar plaats krijgen. In de praktijk bestaat er vaak verwarring omtrent deze drie begrippen, en worden dan ook vaak door elkaar gebruikt. De term planoloog is niet beschermd, en in principe mag eenieder zich planoloog noemen. Echter, de zuivere planologie is een wetenschappelijke discipline die theorieën, methodiek en reflectie biedt aan de alledaagse ruimtelijke planning. 

## Definitie
Er bestaat veel discussie omtrent de definities van planologie, ruimtelijke planning en ruimtelijke ordening. Planologie is namelijk een wetenschap die de samenleving een spiegel voorhoudt en constant in ontwikkeling is, en dus zelf ook voortdurend verandert van betekenis. Toch hebben Spit en Zoete (2009) in hun boek 'Ruimtelijke Ordening in Nederland: een wetenschappelijke reflectie op het vakgebied' getracht om de termen af te bakenen en aan elkaar te relateren in de volgende definities:
De definitie van ruimtelijke ordening luidt: "het zoekproces voor de ruimtelijke inrichting van een veranderende samenleving en het maken van keuzes hoe en waar functies tot hun recht komen, vooral met het oog op lange(re) termijn ontwikkeling, inclusief de reflectie daarop." Slechts het laatste zinsdeel van deze definitie slaat op de daadwerkelijke planologie, namelijk de wetenschappelijke reflectie op de ruimtelijke planning.
De definitie van ruimtelijke planning luidt derhalve: "de systematische voorbereiding van beleidsvormende en uitvoerende handelingen, die gericht zijn op het bewust interveniëren in de ruimtelijke orde en op het organiseren van deze interventies."
De definitie van planologie luidt dan: "planologie is de wetenschappelijke discipline, waaruit de ruimtelijke planning haar theorieën, methoden en technieken, maar ook - niet onbelangrijk - haar reflectie put."
Planologie kijkt naar de inrichting van de ruimte, de ruimtelijke ordening, en hoe deze met beleid kan worden verbeterd. Planologen stellen bijvoorbeeld bestemmingsplannen, structuurvisies of tracébesluiten op.
Planologie heeft te maken met sociale geografie, economie, milieukunde, verkeers- en vervoerskunde, planeconomie en zelfs met psychologie en sociologie. Planologie maakt gebruik van onder meer cartografie (zie ook Geografisch informatie systeem), ecologie, hydrologie, bodemkunde, demografie, statistiek en sociologie. Planologen kunnen in dienst zijn van de overheid, bedrijven, gemeenten, provincies, architecten, stedenbouwkundigen, adviesbureaus en belangenorganisaties.
Bij het nemen van beslissingen over inrichting van ruimte gaat het - zeker in een klein en dichtbevolkt land als Nederland - vaak om de vraag: Is het wenselijker te kiezen voor economische groei of voor milieubelangen? Leefbaarheid en de noodzaak van economische ontwikkeling zijn vaak strijdig met elkaar. Voorbeelden hiervan zijn de veel bediscussieerde aanleg van de HSL-Zuid, de Betuweroute, de uitbreiding van de luchthaven Schiphol en de aanleg van de door Rotterdam zo gewenste Tweede Maasvlakte. 
Ook moeten er keuzes gemaakt worden voor wonen, werken, recreatie of verkeer. Allerlei partijen hebben verschillende belangen en worden in het onderzoeks- en beslissingsproces vaak vertegenwoordigd door belangengroepen en lobbyisten.  
Andere vraagstukken waar planologen zich mee bezig kunnen houden zijn groenbehoud, de verdeling of herverdeling van landbouwgronden, milieubeheer, stadsontwerp, de noodzaak en inrichting van bedrijfsterreinen, monumentenzorg en acquisitie.
Subdisciplines zijn de technische planologie, vervoersplanologie en de groene planologie.

## Geschiedenis

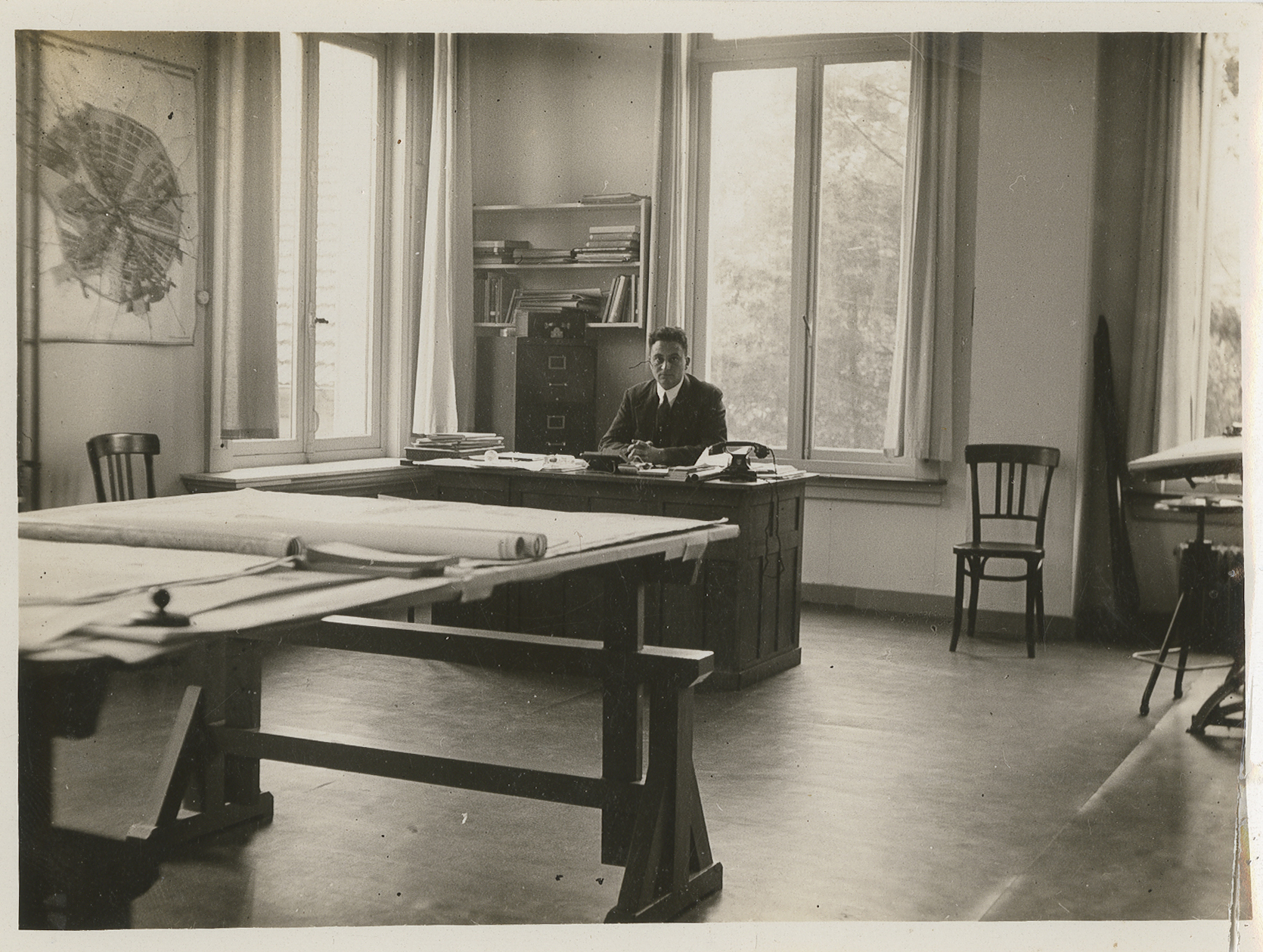
J.M. de Casseres (1902-1990)

De term planologie werd in 1929 geïntroduceerd door J.M. de Casseres in een artikel in De Gids. De rol van de planoloog is in de loop van de tijd aanzienlijk veranderd. Tot de jaren 60 hield hij zich voornamelijk bezig met het intekenen (net als de stedenbouwkundige) van plannen. Vanaf de jaren 60 is de rol echter steeds meer verschoven naar het participeren in het planningsproces en het opstellen van plannen voor het ruimtelijke beleid op verschillende schaalniveaus. Het topjaar voor de planoloog was 1966 toen met de komst van de tweede Nota op Ruimtelijke Ordening een globaal plan werd opgesteld voor Nederland dat uitging van scenario's van een Nederland dat in het jaar 2000 ongeveer 20 miljoen inwoners zou tellen. Later (in de derde Nota) toen bleek dat dit scenario geen werkelijkheid ging worden, nam de invloed van de planologie licht af.

## Planologie als wetenschappelijke discipline
Planologie wordt in Nederland op een aantal universiteiten gedoceerd. De Universiteit Utrecht, de Universiteit van Amsterdam, de Rijksuniversiteit Groningen, Wageningen Universiteit en de Radboud Universiteit Nijmegen geven het vak. Daarbij moet vermeld worden dat in Utrecht, Groningen, Amsterdam en Nijmegen de discipline in de volledige bachelorfase onderdeel is van de studie Sociale Geografie en Planologie. Aan de Groninger faculteit wordt ook de opleiding Technische Planologie gedoceerd, met meer aandacht voor weg- en waterbouwkunde en bouwtechniek. Ook op een aantal hbo-scholen, waaronder Saxion te Deventer, Breda University of Applied Sciences en de HRO te Rotterdam, doceert men planologie.

## Theorie van de ruimtelijke planning
Er bestaan acht procedurele theorieën voor ruimtelijke planning die de theoretische basis vormen voor hedendaagse planningprocedures, namelijk:
- Rationele planning oftewel blauwdrukplanning, gerelateerd aan de rationelekeuzetheorie
- De incrementele benadering
- Transactieve planning
- Communicatieve planning
- Advocacy planning
- Equity planning
- Radicale planning
- De humanistische of fenomenologische benadering